# Waiting for the End to Come
Waiting for the End to Come è l'undicesimo album in studio del gruppo death metal canadese Kataklysm, pubblicato nel 2013.

## Tracce
1. Fire – 5:27
2. If I Was God... I'd Burn It All – 4:38
3. Like Animals – 3:25
4. Kill the Elite – 4:15
5. Under Lawless Skies – 3:29
6. Dead & Buried – 3:12
7. The Darkest Days of Slumber – 3:52
8. Real Blood, Real Scars – 4:32
9. The Promise – 4:28
10. Empire of Dirt – 3:46
11. Elevate – 3:56

## Formazione
- Maurizio Iacono – voce
- Jean-François Dagenais – chitarra
- Stephane Barbe – basso
- Oli Beaudoin – batteria